# Georg Hönel

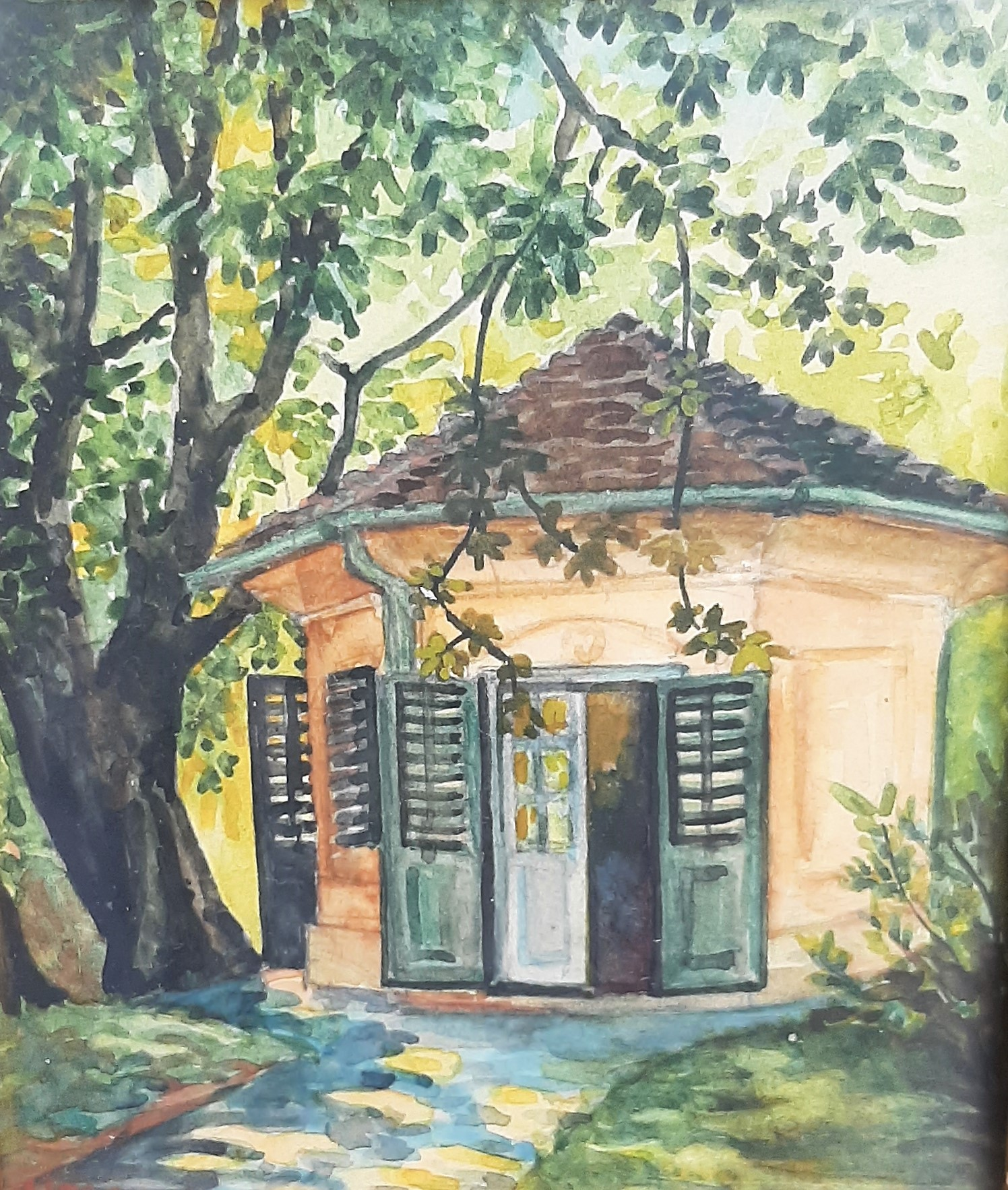
Der Mozarttempel, Aquarell von Hans Hönel

Georg Friedrich Hönel (* 5. Mai 1851 in Bielsko-Biała (Galizien); † 17. April 1909 in Graz) war ein österreichischer Baumeister und Architekt des Historismus.

## Leben
Georg Hönel war ein Sohn des Pastors und späteren Superintendenten von Galizien Jakob Hönel. Ab Oktober 1871 studierte er am Großherzoglich Badischen Polytechnikum Karlsruhe und schloss im Juli 1878 in den Fächern Ingenieur-Wissenschaften und Festigkeitslehre ab. Danach kam er in die Steiermark, wo er vom 1. Dezember 1878 bis 1. Jänner 1880 beim Bau der Lokalbahn Mürzzuschlag–Neuberg beschäftigt war. Nach seiner Heirat 1879 mit Anna, geb. Zipser (Tochter des Tuchfabrikanten Robert Zipser aus Mikuszowice) ließ er sich in Graz in der Elisabethstraße nieder. Er betrieb von Juni 1881 bis Jänner 1884 als Kompagnon von Baumeister Gustav Gutmann die Firma Hönel & Gutmann und erhielt am 8. Jänner 1884 die Baumeister-Konzession. Mit dieser eröffnete er das Ingenieurbüro und Atelier für Architektur G. Hönel in der Glacisstraße 9. 1888/89 erbaute er für sich und seine Familie das Haus Schubertstraße 35, auf dessen Grundstück sich der Mozarttempel befand.

## Architektur
Das Hauptgewicht seiner Tätigkeit lag auf dem Gebiet des Wohnhausbaus. Es wurden Miethäuser im Stil der Neorenaissance, der Neogotik oder des Neobarock bzw. mit altdeutschen Formen, sowohl nach eigenen Plänen als auch nach Entwürfen von Architekten wie Friedrich Sigmundt und August Gunolt gebaut. Um 1900 kamen noch Jugendstilelemente hinzu und auch eines der ersten Flachdachhäuser von Graz, die Villa Malwine (Johann-Fux-Gasse Nr. 30) stammt von ihm. Darüber hinaus entstand 1889–94, nach Plänen von Alexander von Wielemans der ehemalige Civil-Justizpalast (Marburger Kai Nr. 49), für die dort geleisteten Dienste wurde Georg Hönel das goldene Verdienstkreuz von Kaiser Franz Josef verliehen. 1891–92 wurde das Palais Kottulinsky (Elisabethstraße Nr. 29), nach Entwürfen von August Gunolt außen und innen, durchgreifend umgebaut und neu fassadiert, sowie 1894–95 der Gesamtumbau des Palais Mayr-Melnhof (Elisabethstraße 30) wiederum nach Entwurf von August Gunolt ausgeführt. 1895 wurde auch das Landesgericht für Strafsachen (Conrad-von-Hötzendorf-Straße 41) nach vierjähriger Bauzeit, nach Entwurf von Franz Maurus fertiggestellt, bei dieser Gelegenheit wurde er, durch die Verleihung des Ritterkreuzes des Franz Josef-Ordens, ausgezeichnet. Zuletzt war er mit dem Bau des 3. Staatsgymnasiums (Oeverseegasse 28) beschäftigt.
1901 errichtete er als seinen einzigen Sakralbau die Friedenskirche in Stainz.
Sein Sohn Hans Hönel setzte das väterliche Architekturbüro fort; sein bekanntestes Bauwerk ist das 1928 erbaute Grazer Werkbundhaus, Schubertstraße 31.

## Werke (Auswahl)
- 1887: Villa Roth (Graz, Schubertstraße 25)
- 1888/89: Villa Hönel (Graz, Schubertstraße 35)[4][5]
- 1892: Umbau des Palais Kottulinsky in Graz[6]
- 1897: Plabutscher Schlössl in Graz[7]
- 1901: Friedenskirche in Stainz
- 1907/08: Villa Malvine (Graz, Johann-Fux-Gasse 30)
- 1908: Oeverseegymnasium[8]

## Galerie

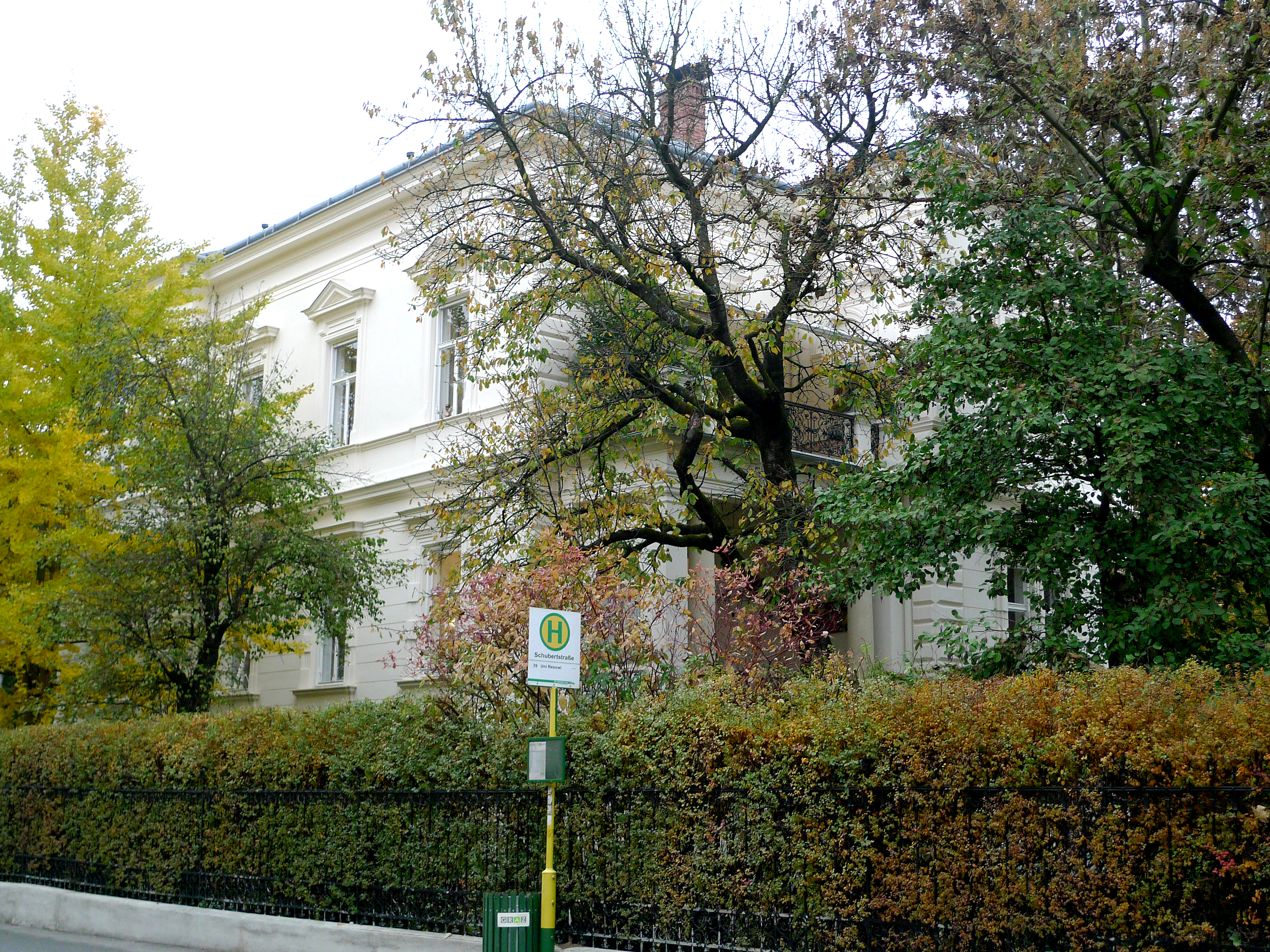
Villa Roth Graz
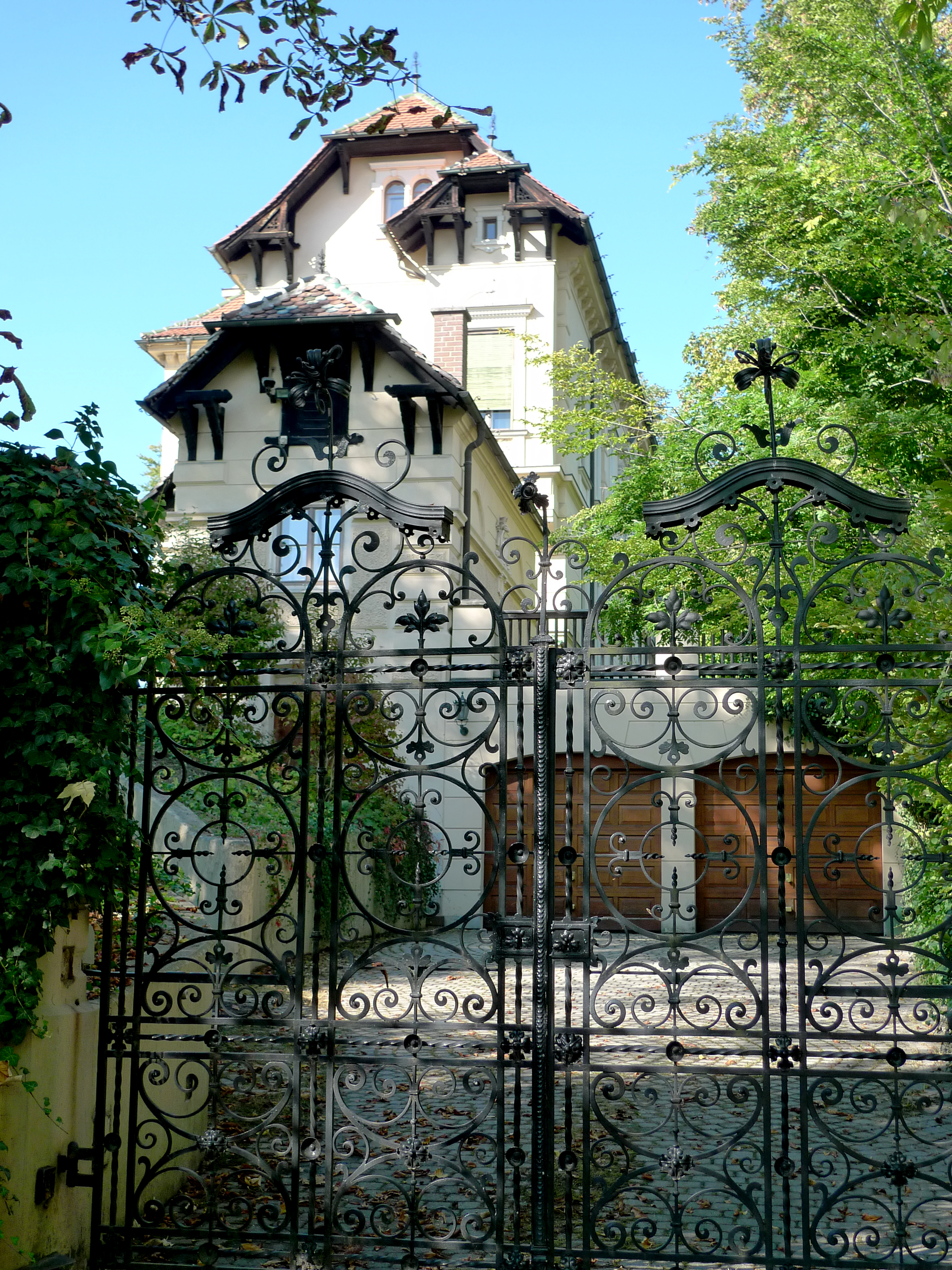
Villa Hönel Graz
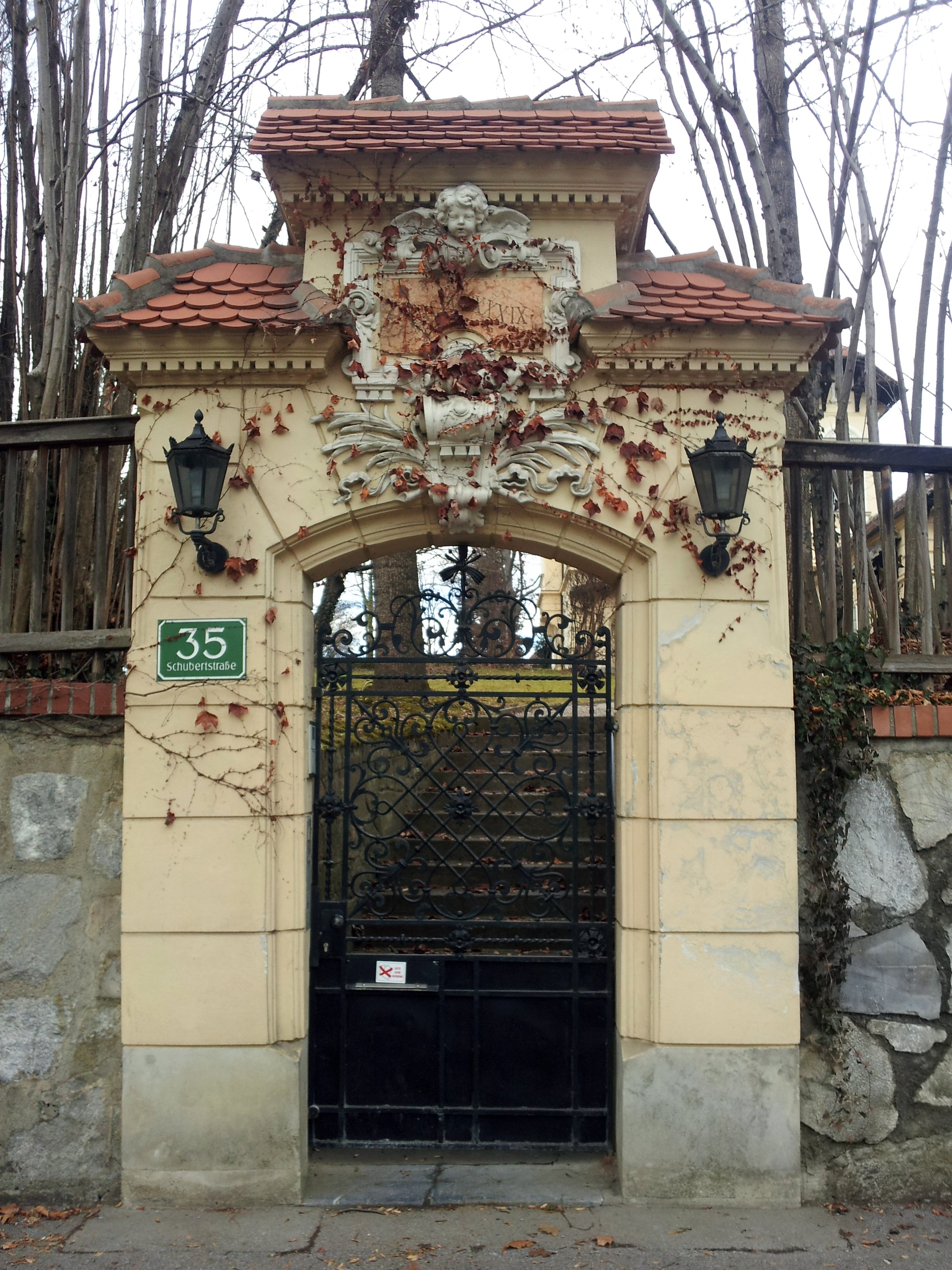
Villa Hönel, Eingangstor
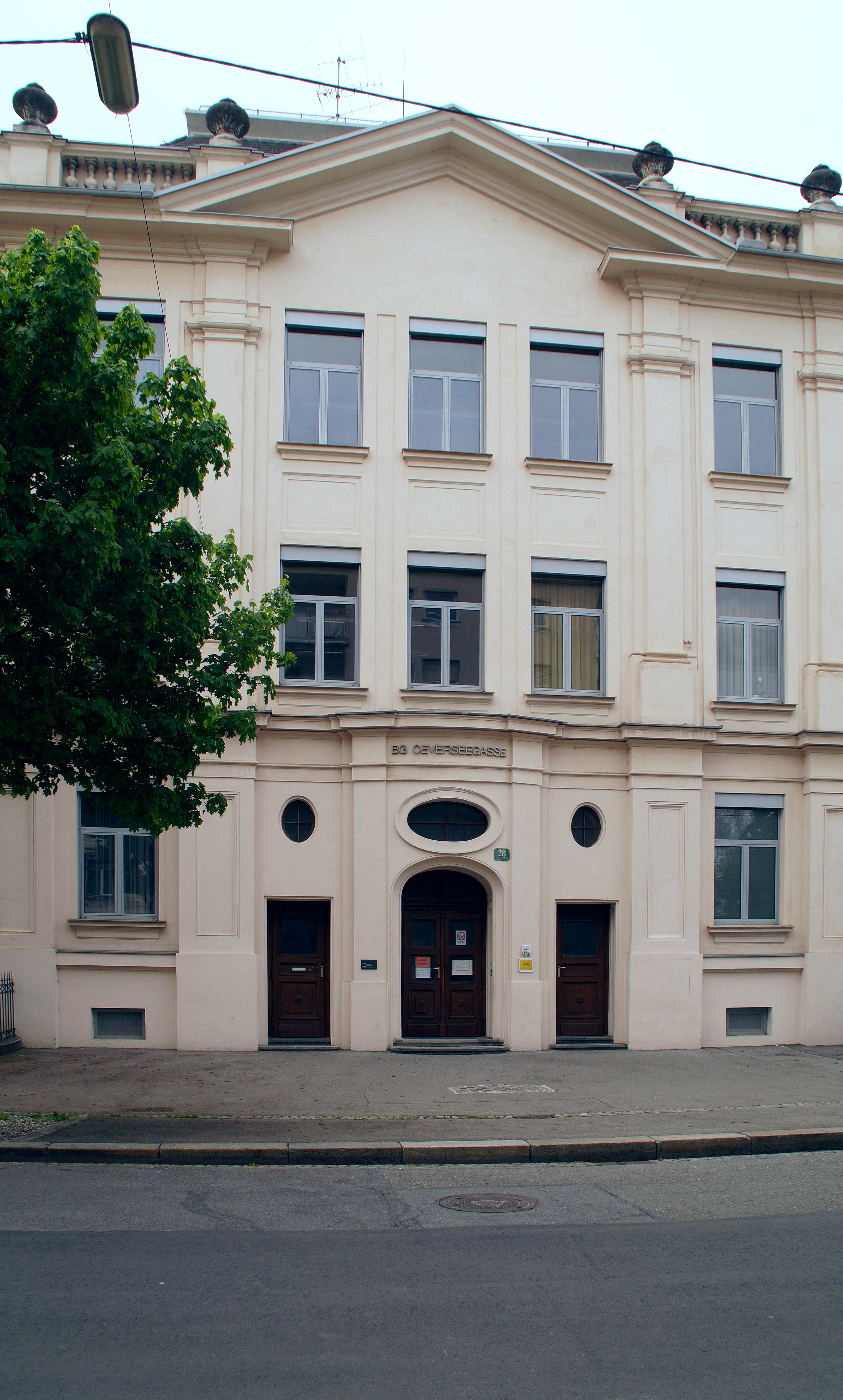
Oeverseegymnasium
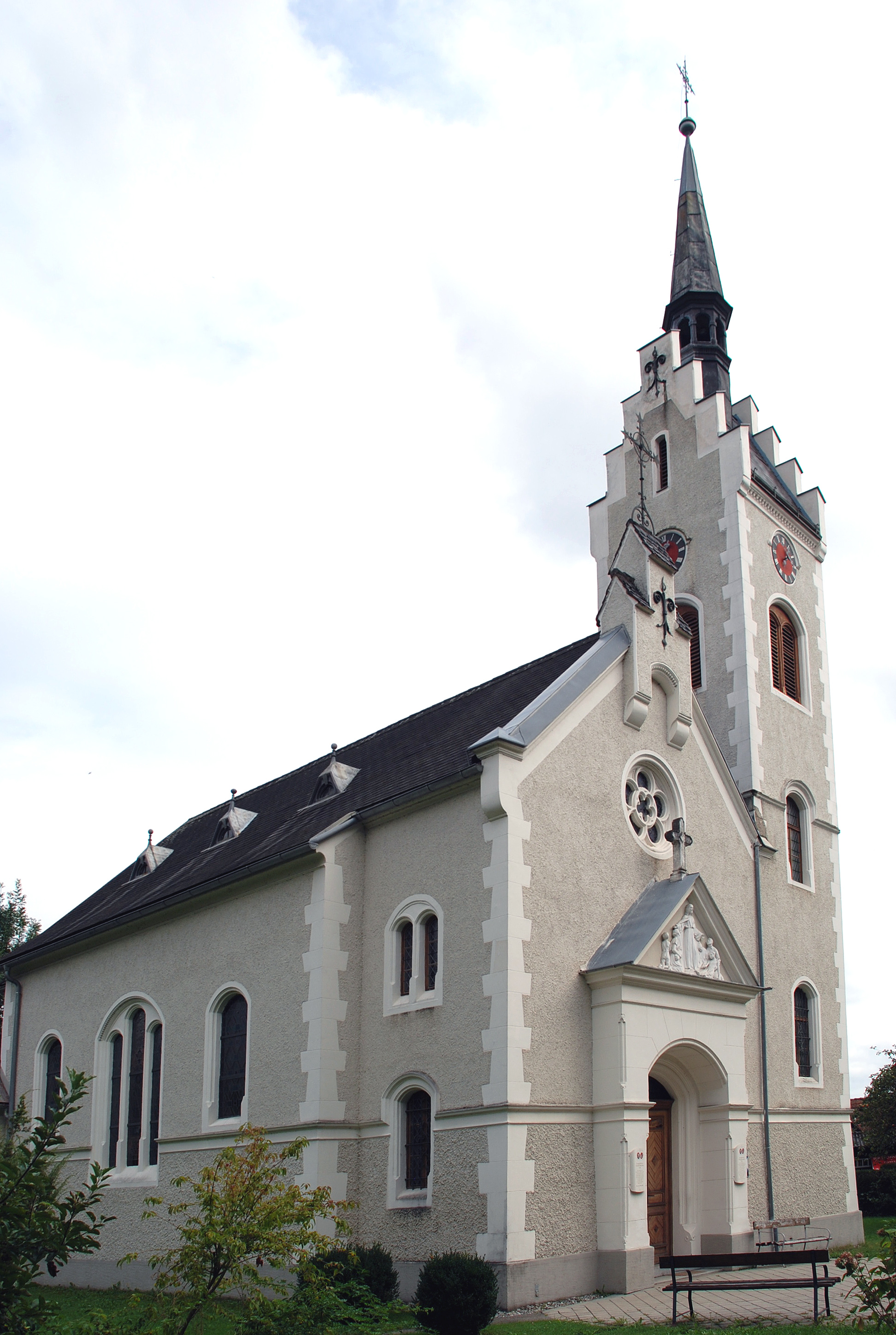
Friedenskirche Stainz